# Copa del Generalíssim de futbol 1965-66
La Copa del Generalíssim de futbol 1965-66 va ser la 62ena edició de la Copa d'Espanya.

## Primera Ronda
24 d'octubre i 8 de desembre.
| Equip 1              | Global | Equip 2                | Anada | Tornada |
| -------------------- | ------ | ---------------------- | ----- | ------- |
| Algeciras CF         | 1-3    | UP Langreo             | 0-0   | 1-3     |
| CF Badalona          | 1-5    | Hèrcules CF            | 0-1   | 1-4     |
| Burgos CF            | 0-4    | CD Mestalla            | 0-1   | 0-3     |
| Calvo Sotelo CF      | 4-3    | Barakaldo CF           | 4-1   | 0-2     |
| CE Constància        | 1-4    | Real Oviedo            | 1-2   | 0-2     |
| CE Europa            | 2-1    | CD Badajoz             | 2-1   | 0-0     |
| Sporting de Gijón    | 4-0    | Reial Múrcia           | 2-0   | 2-0     |
| CE Hospitalet        | 2-2    | Reial Valladolid       | 1-0   | 1-2     |
| Recreativo de Huelva | 2-3    | CA Osasuna             | 1-1   | 1-2     |
| SD Indauchu          | 6-0    | Cadis CF               | 3-1   | 1-2     |
| UE Lleida            | 4-3    | Atlético Ceuta         | 1-2   | 0-2     |
| Llevant UE           | 0-4    | Celta de Vigo          | 0-2   | 0-2     |
| Melilla CF           | 2-10   | Deportivo de la Coruña | 1-1   | 1-9     |
| Rayo Vallecano       | 1-3    | Reial Societat         | 1-1   | 0-2     |
| Racing de Santander  | 3-3    | Granada CF             | 1-0   | 2-3     |
| CD Tenerife          | 2-2    | CD Comtal              | 2-1   | 0-1     |

- Desempat

| Equip 1             | Marcador | Equip 2          |
| ------------------- | -------- | ---------------- |
| CE Hospitalet       | 1-2      | Reial Valladolid |
| Racing de Santander | 1-0      | Granada CF       |
| CD Tenerife         | 1-2      | CD Comtal        |

## Setzens de final
10 i 17 d'abril.
| Equip 1             | Global | Equip 2                | Anada | Tornada |
| ------------------- | ------ | ---------------------- | ----- | ------- |
| Calvo Sotelo CF     | 2-9    | Reial Saragossa        | 1-4   | 1-5     |
| CD Comtal           | 2-6    | Athletic de Bilbao     | 1-3   | 1-3     |
| Córdoba CF          | 3-0    | UE Lleida              | 2-0   | 1-0     |
| RCD Espanyol        | 3-2    | Celta de Vigo          | 2-1   | 1-1     |
| Hèrcules CF         | 2-2    | UD Las Palmas          | 2-1   | 0-1     |
| SD Indauchu         | 2-8    | Elx CF                 | 1-3   | 1-5     |
| UP Langreo          | 2-4    | València CF            | 1-2   | 1-2     |
| CD Mestalla         | 1-3    | Atlètic de Madrid      | 1-3   | 0-0     |
| CA Osasuna          | 4-5    | CD Málaga              | 1-3   | 3-2     |
| Real Oviedo         | 1-4    | Reial Betis            | 0-0   | 1-4     |
| Pontevedra CF       | 2-3    | Deportivo de la Coruña | 0-2   | 2-1     |
| Reial Madrid        | 6-2    | Sporting de Gijón      | 2-0   | 4-2     |
| RCD Mallorca        | 5-0    | Reial Societat         | 2-0   | 3-0     |
| CE Sabadell         | 1-1    | CE Europa              | 1-1   | 0-0     |
| Racing de Santander | 0-10   | FC Barcelona           | 0-2   | 0-8     |
| Sevilla FC          | 2-3    | Reial Valladolid       | 2-0   | 0-3     |

- Desempat

| Equip 1     | Marcador | Equip 2       |
| ----------- | -------- | ------------- |
| CE Sabadell | 2-0      | CE Europa     |
| Hèrcules CF | 0-1      | UD Las Palmas |

## Vuitens de final
24 d'abril i 1 de maig.
| Equip 1                | Global | Equip 2           | Anada | Tornada |
| ---------------------- | ------ | ----------------- | ----- | ------- |
| Athletic de Bilbao     | 3-2    | UD Las Palmas     | 1-0   | 2-2     |
| Córdoba CF             | 1-6    | Reial Saragossa   | 0-2   | 1-4     |
| Deportivo de la Coruña | 1-5    | Elx CF            | 1-2   | 0-3     |
| RCD Espanyol           | 2-5    | Reial Betis       | 2-1   | 0-4     |
| Reial Madrid           | 2-2    | CD Málaga         | 1-1   | 1-1     |
| RCD Mallorca           | 3-5    | FC Barcelona      | 2-0   | 1-5     |
| CE Sabadell            | 2-1    | Reial Valladolid  | 2-0   | 1-0     |
| València CF            | 1-2    | Atlètic de Madrid | 0-0   | 1-2     |

- Desempat

| Equip 1      | Marcador | Equip 2   |
| ------------ | -------- | --------- |
| Reial Madrid | 2-0      | CD Málaga |

## Quarts de final
8 i 15 de maig.
| Equip 1           | Global | Equip 2            | Anada | Tornada |
| ----------------- | ------ | ------------------ | ----- | ------- |
| Atlètic de Madrid | 1-2    | Athletic de Bilbao | 1-0   | 0-2     |
| FC Barcelona      | 3-0    | Elx CF             | 1-0   | 2-0     |
| Reial Betis       | 5-4    | Reial Madrid       | 3-2   | 2-2     |
| CE Sabadell       | 1-7    | Reial Saragossa    | 1-4   | 0-3     |

## Semifinals
19 i 22 de maig.
| Equip 1            | Global | Equip 2         | Anada | Tornada |
| ------------------ | ------ | --------------- | ----- | ------- |
| Athletic de Bilbao | 5-2    | Reial Betis     | 1-1   | 4-1     |
| FC Barcelona       | 2-3    | Reial Saragossa | 2-2   | 0-1     |

## Final
| Reial Saragossa         | 2 - 0 | Athletic de Bilbao |
| ----------------------- | ----- | ------------------ |
| Villa 26' · Lapetra 41' |       |                    |

## Campió
| Campions de la Copa d'Espanya 1966 |
| ---------------------------------- |
| Reial Saragossa 2n títol           |